# Erik Akkersdijk

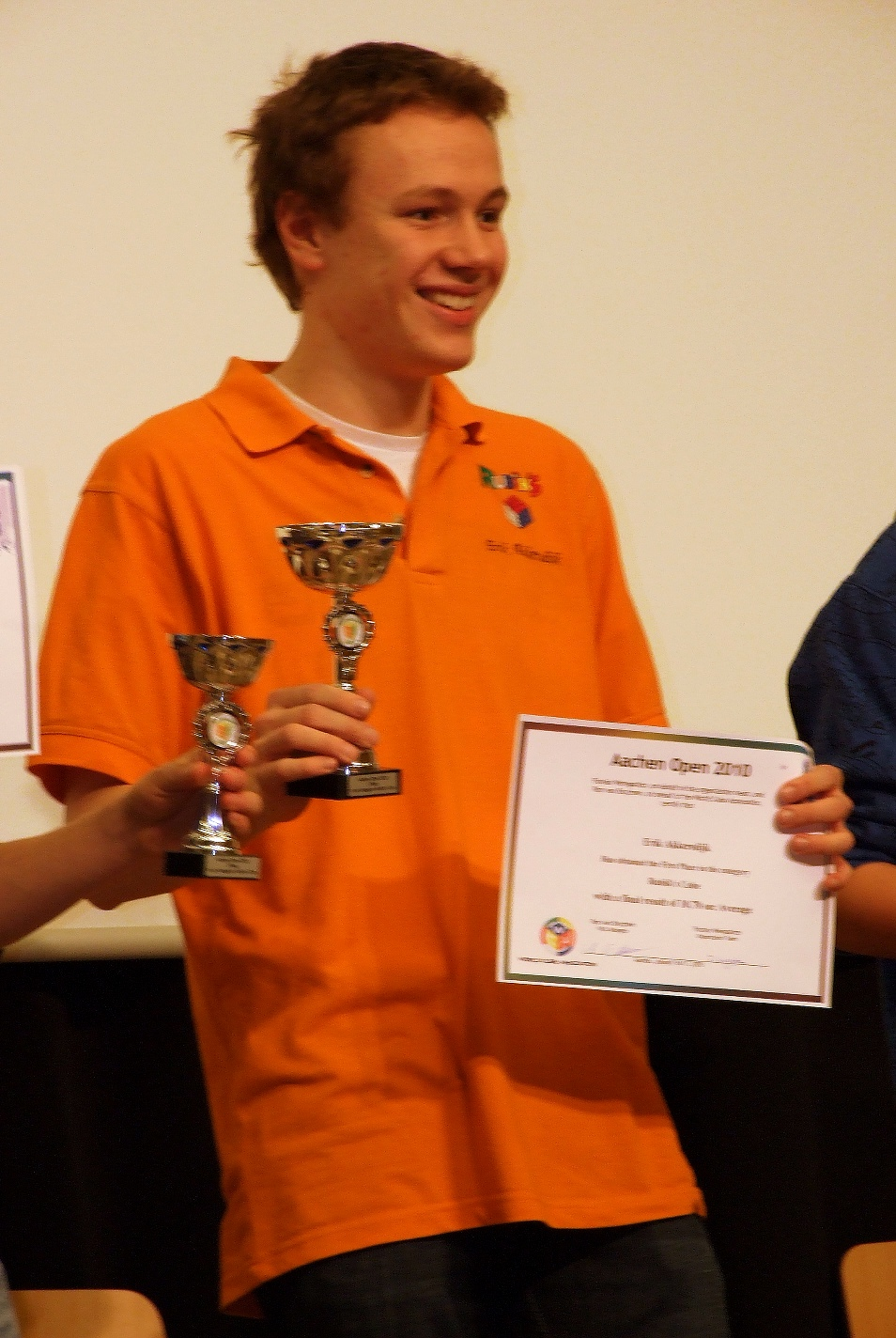
Erik Akkersdijk.

Erik Akkersdijk (nacido el 7 de octubre de 1989 en Enschede, Países Bajos) es un solucionador del cubo de Rubik neerlandés.
En 2008, marcó varios récords mundiales del cubo de Rubik, incluyendo el estándar 3x3x3.
Comenzó a practicar el cubo en agosto de 2005. Desde entonces es mundialmente conocido por ser uno de los mejores speedcubers del mundo. Akkersdijk se encuentra estudiando Gestión ambiental en la Universidad Saxion de la ciencia aplicada de Deventer.

## Apariciones en medios de comunicación
Después de haber marcado el ex-récord mundial de 7,08 segundos Akkersdijk apareció en un show de los Países Bajos llamado Ik wed dat ik het kan (Apuesto a que puedo hacerlo) donde resolvió un cubo con sus pies en un minuto con 30 segundos y ganó 1000 euros.
También apareció en un programa alemán presentado por el conocido Günther Jauch.
En su canal de YouTube, «frk17», Akkersdijk ha subido videos explicando y mostrando su habilidad de resolver el cubo rápidamente.